# Ann Dee Ellisová
Ann Dee Ellisová (* 20. prosince 1977 Provo, Utah) je americká spisovatelka, autorka knih pro náctileté a lektorka tvůrčího psaní.
Narodila se v Provu, třetím největším městě amerického státu Utah. Má osm starších sourozenců. Po dokončení střední školy nastoupila na Brigham Young University, kde získala magisterský titul z anglického jazyka. Na této univerzitě působí dodnes jako lektorka kurzů tvůrčího psaní pro děti a mládež. Je členkou Církve Ježíše Krista Svatých posledních dnů (známé též jako „mormoni“), a jak je v této církvi zvykem, v mládí se vydala na několikaměsíční dobrovolnou misii, konkrétně do Hongkongu. S manželem Cameronem žijí v Utahu a vychovávají spolu pět dětí (čtyři syny a jednu dceru).

## Dílo
- This is what I did (2007), v češtině vyšlo pod názvem Tohle jsem udělal (2010).

Hlavní postavou knihy je třináctiletý Logan, tak trošku podivín, kterému se nedaří zapadnout do kolektivu. Čtenář se postupně dozvídá celou skládanku událostí, dokud nedojde k závěrečnému rozuzlení, kdy pochopí celou Loganovu situaci a odhalí, co se vlastně stalo, proč se chlapec chová tak, jak se chová. V knize se postupně otevírají závažná témata, včetně šikany a domácího násilí, silné je ale také téma přátelství. Zajímavostí je velké množství palindromů, kterými je celý příběh proložený.
- Everything is Fine (2009)
- The End or Something Like That (2014)
- You May already be a Winner (2017)